# Bandar Jaya (Air Sugihan)
Bandar Jaya is een bestuurslaag in het regentschap Ogan Komering Ilir van de provincie Zuid-Sumatra, Indonesië. Bandar Jaya telt 2072 inwoners (volkstelling 2010).